# Quint Terenci Cul·leó (tribú de la plebs)
Quint Terenci Cul·leó (en llatí Quintus Terentius Culleo) va ser un militar i polític romà. Formava part de la gens Terència, i era de la família patrícia dels Cul·leó.
Va ser tribú de la plebs l'any 58 aC. Era amic de Ciceró que aquell mateix any va ser desterrat, mesura a la que es va oposar fermament, i després va procurar que fos cridat novament a Roma. Ciceró, dos anys més tard, el menciona com un dels pontífex.
En la guerra que va seguir la mort de Juli Cèsar, la Tercera guerra civil, el trobem l'any 43 aC passant de l'exèrcit de Marc Antoni al de Publi Corneli Lèntul. Lèpid li va encarregar la vigilància dels passos dels Alps, però va permetre el pas de Marc Antoni sense oposar resistència.